# Richard Pryor
Richard Pryor, właśc. Richard Franklin Lennox Thomas Pryor Sr (ur. 1 grudnia 1940 w Peoria, zm. 10 grudnia 2005 w Los Angeles) – amerykański komik i aktor. Był jednym z prekursorów stylu monologów stand-up, a wśród jego następców wymienia się m.in. Eddiego Murphy’ego, Robina Williamsa czy Davida Lettermana.
20 maja 1993 odsłonił swoją gwiazdę w Alei Gwiazd w Los Angeles znajdującą się przy 6438 Hollywood Boulevard.

## Życiorys

### Wczesne lata
Urodził się w Peoria w stanie Illinois jako syn Gertrude L. (z domu Thomas) i LeRoya „Bucka Cartera” Pryora (ur. 7 czerwca 1915, zm. 27 września 1968), barmana, byłego boksera, weterana II wojny światowej. Według jego własnych wspomnień wychowywał się w domu publicznym prowadzonym przez babkę, Marię Carter. Matka prostytuowała się, a jego ojciec był alfonsem. Mimo tego wychowywali Richarda na uczciwego, grzecznego i religijnego chłopca. Mieszkając w jednym z najgorszych slumsów w Peoria, Pryor odkrył, że najlepiej może się bronić, ściągając członków gangu, by się śmiali z jego gagów zamiast go bić. W wieku 14 lat zaangażował się w teatr amatorski w Peoria's Carver Community Center. Po porzuceniu szkoły Peoria High School, odbył dwuletnią służbę wojskową (1958-1960).

### Kariera

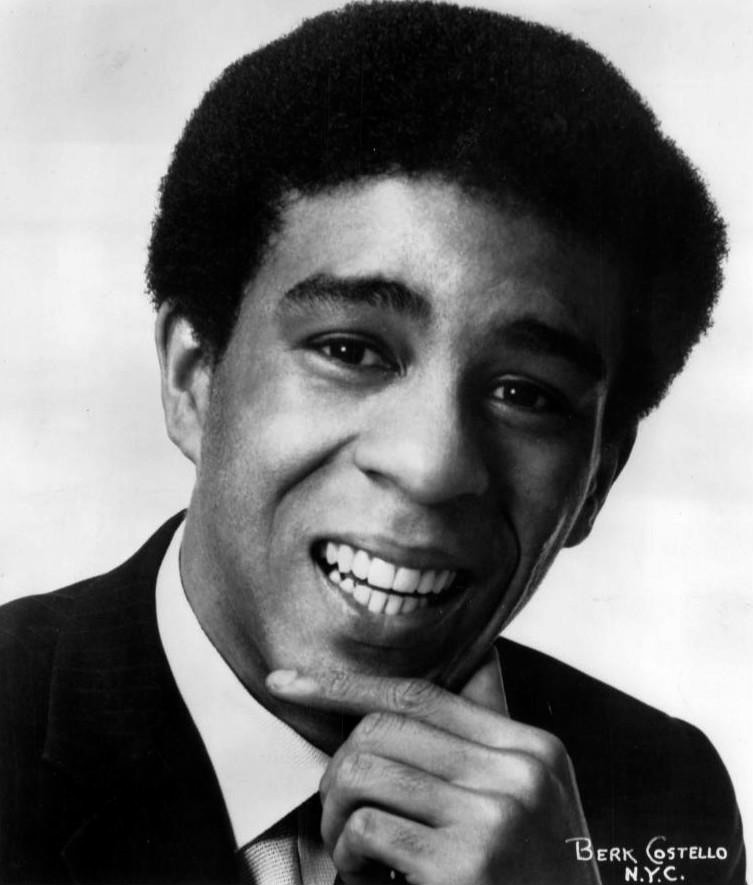
Richard Pryor, 1969

W 1963 roku Pryor udał się do Nowego Jorku. Następnie pracował jako komik w lokalach, gdzie występowali także Bob Dylan, Woody Allen i Nina Simone. Sławę zyskał w drugiej połowie lat 60. monologami wygłaszanymi w potocznym języku Afroamerykanów, z charakterystycznymi wulgaryzmami, które stały się swoistą wizytówka jego występów: Richard Pryor: Live & Smokin' (1971), That Nigger's Crazy (1974), ...Is It Something I Said? (1975), Bicentennial Nigger (1976), Richard Pryor: Live in Concert (1979), Richard Pryor: Live on the Sunset Strip (1982) czy Richard Pryor: Here and Now (1983).
Miał na koncie liczne role filmowe. Debiutował w 1967 w filmie Zajęte ciało, później wystąpił m.in. w nominowanym do Oscara filmie biograficznym Lady śpiewa bluesa (1972), z Dianą Ross w roli Billie Holiday). W czterech komediach partnerował Gene Wilderowi: Nic nie widziałem, nic nie słyszałem (1989), Sobowtór (1991), Czyste szaleństwo (1980), Express Srebrna Strzała (1976). Jako scenarzysta współpracował m.in. z Melem Brooksem. Przez pewien czas prowadził program The Richard Pryor Show w telewizji NBC.
Od 1986 cierpiał na stwardnienie rozsiane, co uniemożliwiło mu występy; pojawiał się jeszcze sporadycznie w filmach, po raz ostatni w 1997 w Zagubiona autostrada, w reżyserii Davida Lyncha, gdzie posługiwał się wózkiem inwalidzkim.
Pryor zdobył nagrodę Emmy (1973) i pięć nagród Grammy (1974, 1975, 1976, 1981 i 1982). W 1974 roku zdobył dwie nagrody Amerykańskiej Akademii Humoru i nagrody Writers Guild of America. W 1998 został laureatem pierwszej Nagrody Humoru Amerykańskiego im. Marka Twaina.

## Życie prywatne
Był siedmiokrotnie żonaty, w tym dwukrotnie poślubiał Jennifer Lee i Flynn Belaine; wszystkie małżeństwa poza ostatnim związkiem z Lee kończyły się rozwodami. Miał siedmioro dzieci: Renee i Richarda Jr. (ur. 1961), Elizabeth (ur. 1967), Rain (ur. 16 lipca 1969), Stephena Michaela (ur. 1984), Kelsey (ur. 1987) i Franklina Masona (ur. 1987). Jego daleki kuzyn, to znany raper Ludacris.
Jego żona Jennifer Lee Pryor potwierdziła doniesienia, które podał wcześniej Quincy Jones, że Pryor i Marlon Brando w latach 70. byli kochankami. W 1982 romansował z Margot Kidder.

### Śmierć
Według jego siostry, aktor w 1981 podczas prac nad jednym z filmów próbował popełnić samobójstwo przez samospalenie. Wszyscy zgromadzeni wtedy na planie filmowym byli przekonani, że był to wypadek. Było to jeszcze przed wykryciem u Pryora stwardnienia rozsianego.
Zmarł 10 grudnia 2005 po trzecim zawale serca w szpitalu w Los Angeles, w wieku 65 lat.

## Filmografia
- Zajęte ciało (1967) jako Whittaker
- Czarna brygada (1970) jako Jonathan Crunk
- Lady śpiewa bluesa (1972) jako pianista
- Sobotnia noc (1974) jako Sharp Eye Washington
- Myjnia samochodowa (1976) jako Daddy Rich
- Express Srebrna Strzała (1976) jako Grover Muldoon
- Która droga w górę? (1977) jako; 3 role: Leroy Jones, Rufus Jones i Lenox Thomas
- Błyskawicznie (1977) jako Wendell Scott
- Niebieskie kołnierzyki (1978) jako Zeke Brown
- Suita kalifornijska (1978; inny polski tytuł Apartament Kalifornia) jako dr Chauncey Gump
- Czarnoksiężnik z krainy Oz (1978) jako Czarnoksiężnik (Herman Smith)
- Wielka wyprawa muppetów (1979) jako sprzedawca balonów
- Sie ma Mojżesz (1980) jako faraon
- Czyste szaleństwo (1980) jako Harry Monroe
- Trapista w Los Angeles (1980) jako Bóg
- Autobus wolności (1981) jako Joe Braxton
- Zabawka (1982) jako Jack Brown
- Superman III (1983) jako Gus Gorman
- Miliony Brewstera (1985) jako Montgomery Brewster
- Podróż przez życie (1986) jako Jo Jo Dancer
- Stan krytyczny (1987) jako Kevin Lenahan
- Przeprowadzka (1988) jako Arlo Pear
- Noce Harlemu (1989) jako Sugar Ray
- Nic nie widziałem, nic nie słyszałem (1989) jako Wally Karue
- Sobowtór (1991) jako Eddie Dash
- Czas wściekłych psów (1996) jako Jimmy
- Zagubiona autostrada (1997) jako Arnie